# Алферьев, Михаил Яковлевич

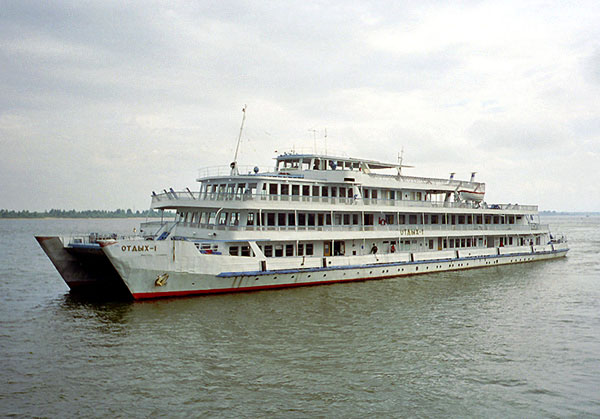
Теплоход-катамаран «Отдых-1»

Михаил Яковлевич Алферьев (1901—1983) — инженер-кораблестроитель, основоположник строительства катамаранов в СССР, профессор Горьковского института инженеров водного транспорта (ГИИВТ), доктор технических наук, участник Гражданской войны, мастер спорта СССР по альпинизму.

## Биография
Михаил Яковлевич Алферьев родился 6 октября 1901 года в селе Дмитриевское Алексинского уезда Тульской губернии в семье сельского священника Алферьева Якова Васильевича, настоятеля храма во имя Дмитрия Солунского при Дмитриевском погосте на р. Вашане Алексинского уезда.
Участник Гражданской войны, воевал в составе 2-го тяжелого артиллерийского дивизиона. После ранения и контузии работал слесарем по судоремонту в доковых мастерских в Ростове-на-Дону.
С 1922 по 1929 год учился на кораблестроительном факультете Ленинградского Политехнического института, который окончил с отличием. За время учёбы в институте освоил несколько профессий. На технологической практике был прорабом по судостроению. Проходил практику на пароходе «Вацлав Воровский», работал кочегаром. Инженерно-производственную практику проходил на Балтийском судостроительном заводе. Написал первую научную работу по прочности корабля, которая заслужила похвалу профессора П. Ф. Папковича. Весной 1927 года, будучи студентом-дипломником, Алферьев проходил дипломную практику в конструкторском бюро «Судопроект», где продолжил работать после окончания института — старшим инженером бюро научных исследований. До 1934 года был доцентом Ленинградского кораблестроительного института.
В 1934 году М. Я. Алферьев был направлен в город Горький (Нижний Новгород), где создал кафедру «Движители и вспомогательные механизмы» (была преобразована в кафедру теории корабля) в Горьковском институте инженеров водного транспорта (ГИИВТ). В 1937 году ему была присвоена учёная степень кандидата технических наук и звание профессора по кафедре. 4 октября 1937 года защитил диссертацию на тему «Теория действия гребного колеса с поворотными лопастями» и получил степень доктора наук.
В первые дни Великой Отечественной войны М. Я. Алферьев подал заявление о направлении его добровольцем на фронт, но ему было отказано. Работал в институте, вместе со студентами участвовал в строительстве оборонительного рубежа у села Вареж на реке Оке. Занимался военной подготовкой сотрудников института, входил в состав команды противовоздушной обороны.
В 1948 году постановлением Совета Министров СССР ему было присвоено звание «Инженер-генерал — директор речного флота III ранга».
Михаила Яковлевича считается основоположником катамараностроения в СССР. В 1951 году М. Я. Алферьев построил совместно с сотрудниками кафедры «Теория корабля» и Горьковским ЦКБ Минречфлота РСФСР опытовый бассейн, что позволило развернуть исследования, связанные с обоснованием форм корпусов, разработкой новых методов определения сопротивления воды движению речных судов и оценкой их качки на волне. Михаилу Яковлевичу удалось установить, что два корпуса, соединённых вместе одной платформой, при движении с большой скоростью совсем не образуют волн. Они скользят по воде, как беговые коньки по льду. Это открытие Алферьев назвал катамаранным эффектом. Учёный проделал многочисленные опыты с разными моделями катамаранов и установил, что скорость грузового катамарана может превышать сто километров в час. Результатом работ стала постройка в начале 60-х годов большой серии катамаранов грузоподъемностью 1000 тонн, туристических судов типа «Отдых» (первое судно спущено в сентябре 1969 года) пассажировместимостью 600 и 1000 человек, скоростного катамарана «Анатолий Угловский» и катамарана для внутригородских и пригородных линий «Волга».
До 1983 года М. Я. Алферьев продолжал работать в Горьковском институте инженеров водного транспорта на кафедре «Теория корабля», которую возглавлял почти 50 лет. Среди учеников М. Я. Алферьева было более 20 кандидатов и докторов наук.
Умер Михаил Яковлевич Алферьев 26 июня 1983 года. Похоронен в Нижнем Новгороде на кладбище «Марьина Роща».

## Альпинизм
В 1945 году М. Я. Алферьев увлёкся альпинизмом и организовал в Горьком студенческую альпинистскую секцию. В 1946 году Алферьев вывез на Кавказ первую группу из пяти человек, которая совершила ряд восхождений в горы. В 1947 году в секции уже регулярно занимались около 50 студентов и сотрудников всех вузов города. 7 октября 1954 года М. Я. Алферьев получил звание мастера спорта СССР и старшего инструктора по альпинизму.

## Награды
- Орден «Знак Почёта»
- Медаль «За оборону Москвы»
- Медаль «За доблестный труд в Великой Отечественной войне 1941—1945 гг.» и другие[2].

## Память
- В 1984 году именем М. Я. Алферьева был назван катамаран-сухогруз «Профессор Алферьев»[3].

## Публикации
Михаил Яковлевич Алферьев являлся автором монографий, учебников и учебных пособий в области теории корабля и гидромеханики.
- Алферьев М. Я. Судовые гребные колеса. — М.-Л.: Госстройиздат, 1932. — 138 с. — 3000 экз.
- Алферьев М. Я. Диаграммы систематических испытаний серии 4-лопастных винтов Тейлора. — М.: Речиздат, 1933.
- Алферьев М. Я. Гидромеханика: Учеб. пособие для вузов водного транспорта. — М.: Речиздат, 1952. — 308 с.
- Алферьев М. Я. Теория корабля. Плавучесть, остойчивость, непотопляемость и спуск судов на воду. Учебник для институтов водного транспорта МРФ. — М.: Транспорт, 1972. — 446 с.
- Алферьев М. Я., Мадорский Г. С. Транспортные катамараны внутреннего плавания. — М.: Транспорт, 1976. — 336 с.